# Єлюй Лунсюй
Єлюй Лунсюй (спрощ.: 耶律隆绪; кит. трад.: 耶律隆緒; піньїнь: Yelü Longxu), храмове ім'я Шен-цзун (спрощ.: 辽圣; кит. трад.: 遼聖; піньїнь: Shengzong; 16 січня 972 — 25 червня 1031) — шостий імператор киданьської династії Ляо.

## Правління
Зійшов на трон у 12-річному віці, замінивши свого батька Єлюй Сяня. Оскільки він був малолітнім, його мати, Сяо Яньянь, стала регенткою.
Імператор Північної Сун Тай-цзун намагався скористатись ситуацією, 986 року почавши вторгнення до південної столиці Ляо (сучасний Пекін) та Шістнадцяти округів. Три великі армії династії Сун були відряджені на три різні стратегічні напрямки, щоб досягти південної столиці. Молодий імператор Шен-цзун разом зі своєю імператрицею очолив армію династії Ляо, щоб протистояти ворогу, та завдав поразки армії Сун в одній із битв у червні того ж року.
1004 року війська Ляо здійснили широкомасштабне вторгнення на територію династії Сун. Це призвело до укладення Шаньюанського договору, підписаного в середині січня 1005 року. Відповідно до того договору, династія Сун мала сплачувати щорічну данину у вигляді 200 000 рулонів шовку та 100 000 срібних монет в обмін на мир.
988 року Єлюй Лунсюй започаткував державні іспити для відбору чиновників на основі моделей, розроблених династіями Тан і Сун. Спочатку система допустила до влади малу кількість чиновників. Лише троє з п'яти кандидатів змогли стати чиновниками. До 1014 року кількість тих, хто успішно склали іспити, сягнула 130 осіб.
Також за правління Єлюй Лунсюя було запроваджено феодальні реформи, що стимулювали розвиток економіки держави. Тому його володарювання вважається золотим віком династії Ляо.
Після смерті Єлюй Лунсюя трон успадкував його син Єлюй Цзунчжень.

## Девізи правління
- Ціаньхен (乾亨) 982
- Тунхе (統和) 983—1012
- Кайтай (開泰) 1012—1021
- Тайпін (太平) 1021—1031